# Theodor Vogt
Theodor Vogt (ur. 25 grudnia 1835 r. w Schirgiswalde niedaleko Budziszyna, zm. 11 listopada 1906 r. w Wiedniu) – niemiecko-austriacki pedagog, pierwszy w Austrii z habilitacją z zakresu pedagogiki. Następnie profesor pedagogiki, jeden z inicjatorów powołania pierwszych seminariów pedagogicznych na Uniwersytecie Wiedeńskim.